# Kakonin
Kakonin – wieś w Polsce położona w województwie świętokrzyskim, w powiecie kieleckim, w gminie Bieliny. Leży bezpośrednio u podnóża najwyższych szczytów Gór Świętokrzyskich – Łysicy, Agaty i Łysej Góry.
| SIMC    | Nazwa       | Rodzaj    |
| ------- | ----------- | --------- |
| 0227689 | Od Podlesia | część wsi |
| 0227695 | Od Porąbek  | część wsi |

W latach 1975–1998 miejscowość administracyjnie należała do województwa kieleckiego. Historycznie położony w Małopolsce.

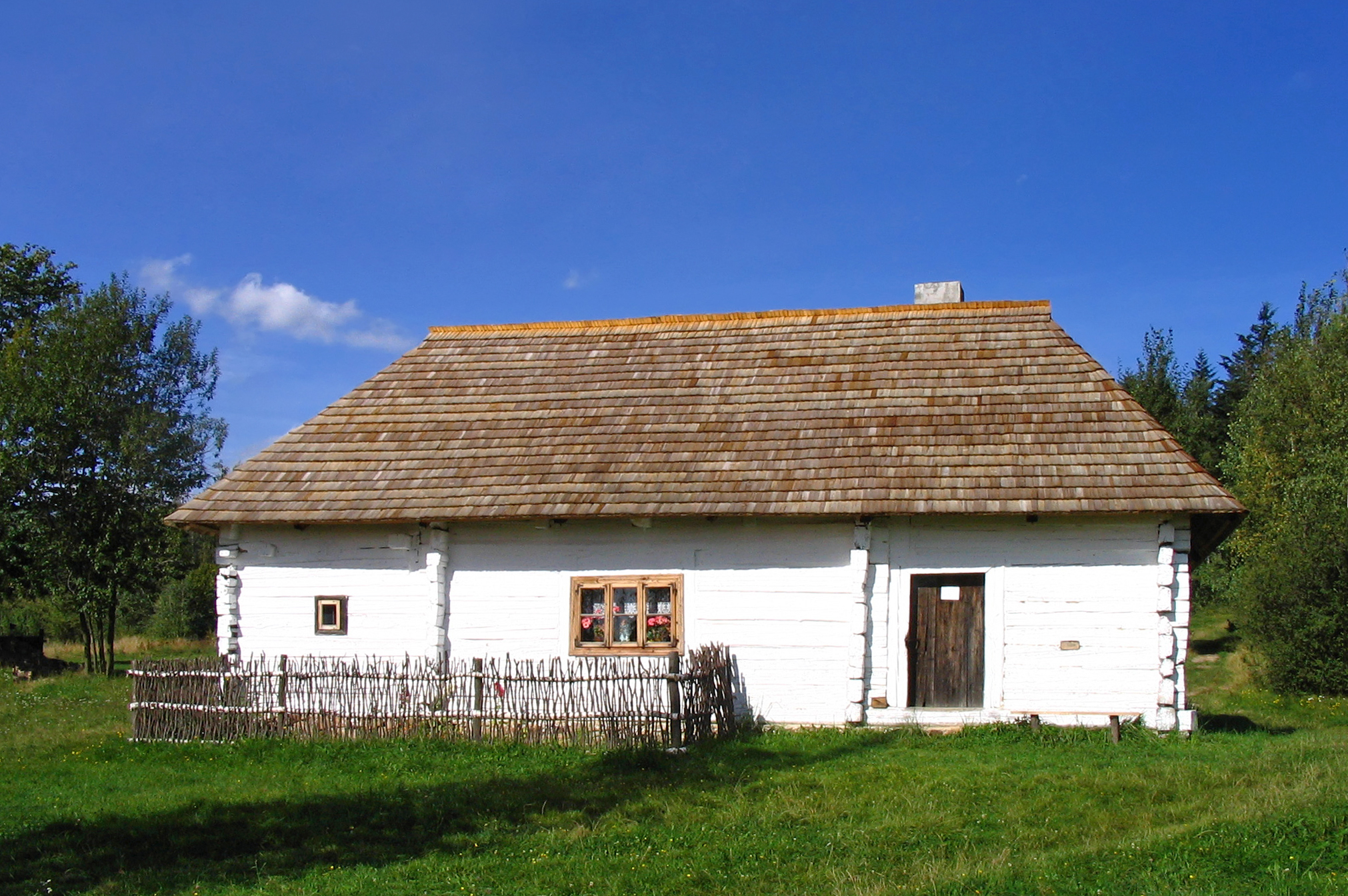
Chata Świętokrzyska w Kakoninie

## Położenie
Kakonin leży tuż przy szlakach turystycznych biegnących skrajem świętokrzyskiej puszczy, na południowych stokach Pasma Łysogórskiego. Przez wieś przechodzi  Główny Szlak Świętokrzyski im. Edmunda Massalskiego z Gołoszyc do Kuźniaków oraz  niebieski szlak turystyczny z Wału Małacentowskiego do kapliczki św. Mikołaja.

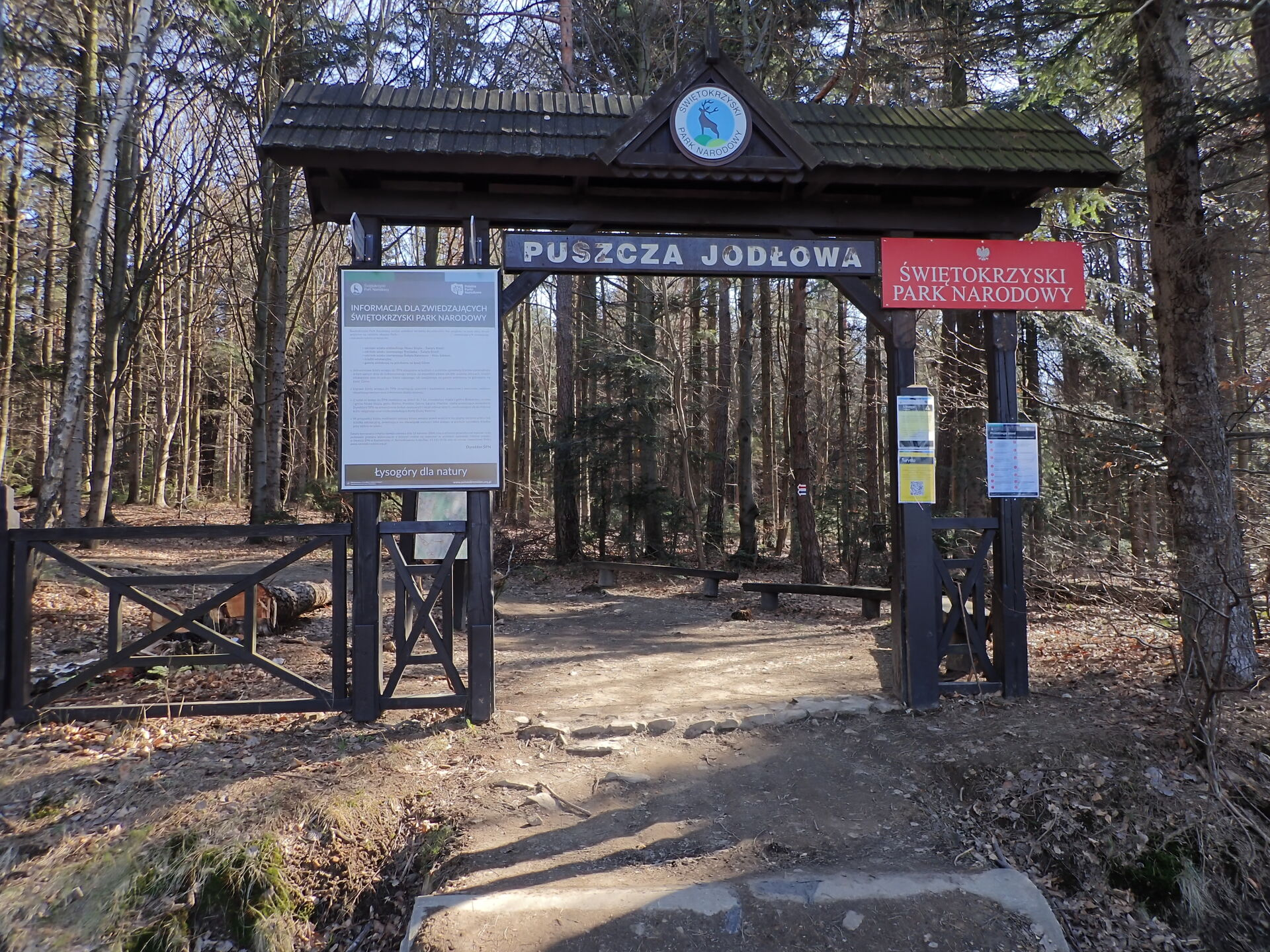
Wejście do ŚPN

## Historia

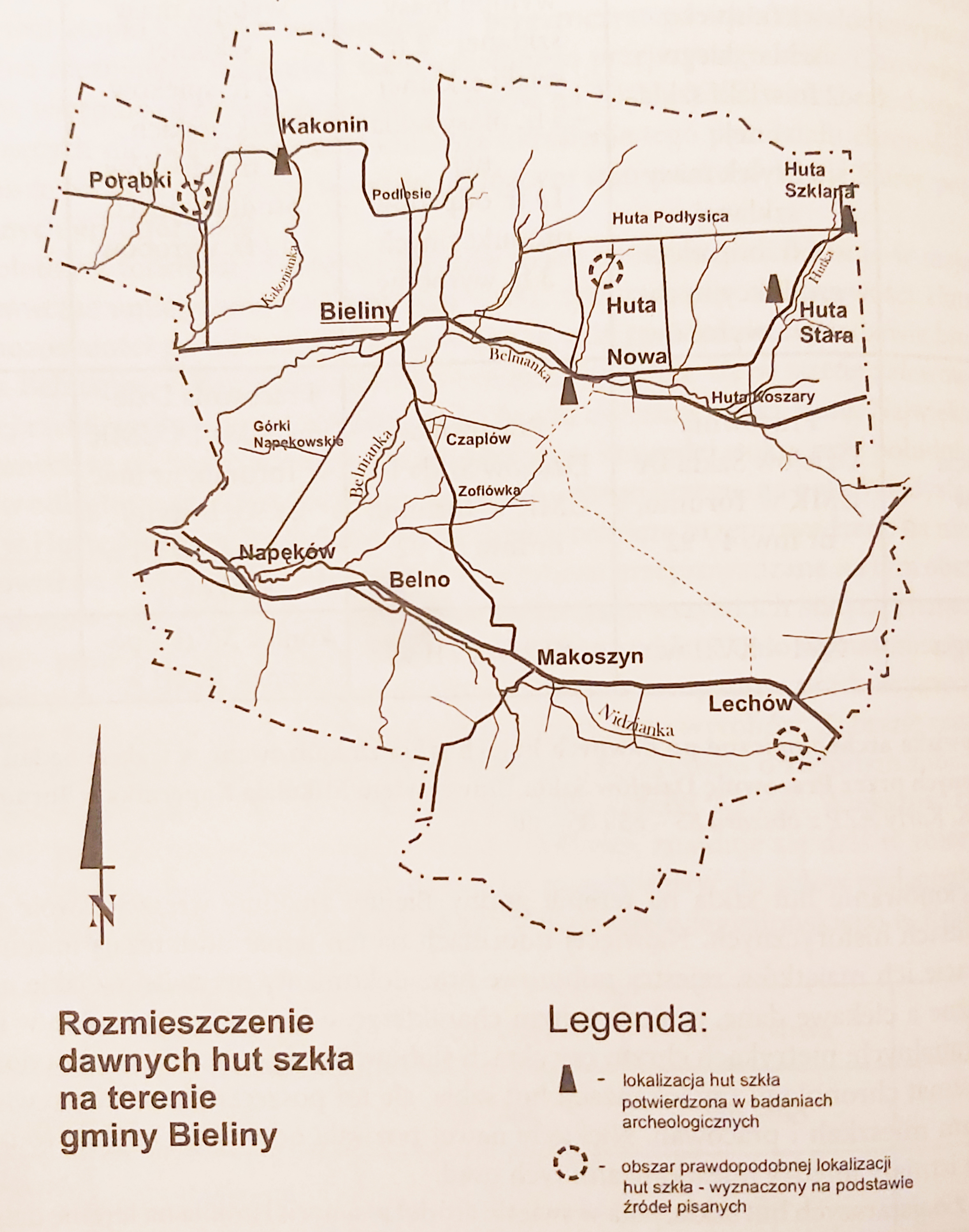

W 1625 r. założono w Kakoninie hutę szkła. W 1745 r. skarb państwa przejął wieś i okoliczne majątki od biskupów krakowskich. Według spisu ludności z 1927 r. Kakonin zamieszkiwało 189 osób w 29 domach. W 1840 r. zarządzono tu uwłaszczenie chłopów. W czasie zaborów mieszkańcy miejscowości czynnie brali udział w ruchu narodowowyzwoleńczym, m.in. spiskując w 1844 r. wraz z ks. Piotrem Ściegiennym oraz walcząc w powstaniu styczniowym. W 1922 r. pojawiają się pierwsze wzmianki o tutejszej szkole.
Podczas II wojny światowej w gminie Bieliny zaczęły rozwijać się struktury Służby Zwycięstwu Polsce, komendantem miejscowej komórki został Jan Sobkiewicz z Kakonina. 2 czerwca 1943 Niemcy w odwecie za działalność konspiracyjną spacyfikowali wieś rozstrzeliwując 9 osób. Pamięć zamordowanych uczczono wystawiając pamiątkową tablicę.
Z Kakoninem związana jest legenda o zbóju Kaku, który w zamierzchłych czasach grabił kupców przejeżdżających leśnymi traktami.

## Zabytki
- Zabytkowa, drewniana chałupa pochodząca z I połowy XIX wieku, doskonale zachowany element świętokrzyskiej tradycji ludowej, wyposażony w zabytkowe eksponaty. Wybudował ją Wojciech Samiec około roku 1820. Po zawarciu małżeństwa z mieszkanką Kakonina Teklą Iwanówną, objął on po rodzicach panny młodej, średniorolne gospodarstwo oznaczone nr 14. Charakterystyczny dla wsi świętokrzyskich drewniany budynek mieszkalny, ma wejście od frontu i trzy pomieszczeń w typowym układzie sień - izba - komora. Chałupa posiadająca ściany z belek jodrowych (węgłowanych na "obłap") i czterospadowy dach kryty gontem wchodzi w skład gospodarstwa złożonego dodatkowo z obory i stodoły. Budynek o wymiarach 12,5 x 6,15 metra, osadzono pierwotnie na podmurówce z kamienia polnego, łączonego gliną, na której leżą dębowe bale podwaliny - tzw. "przyciesie". Izba posiada podłogę i powałę wykonaną z desek jodłowych. Urządzenia ogniowe chałupy składają się z trzonu kuchennego zaopatrzonego w "blachy" z "fajerkami", pieca chlebowego oraz pieca ogrzewczego z obszernym "zapieckiem". W sieni widoczny jest komin z charakterystyczną wnęką, gdzie wstawiano trójnóg metalowy zwany "dynarkiem" i gotowano jedzenie na otwartym ogniu. Obiekt przeżył w swojej historii dwie "przeprowadzki". W 1843 r. po oczynszowaniu wsi całą zagrodę wraz z chałupą przeniesiono na działkę nr 48, a następnie "powędrowała" w 1970 roku, na wschodni kraniec Kakonina (działka nr 6) po wykupieniu jej przez Wojewódzkiego Konserwatora Zabytków. Położona przy głównych szlakach turystycznych Łysogór pełni rolę muzealnego punktu etnograficznego zachowanego "in situ".[8]

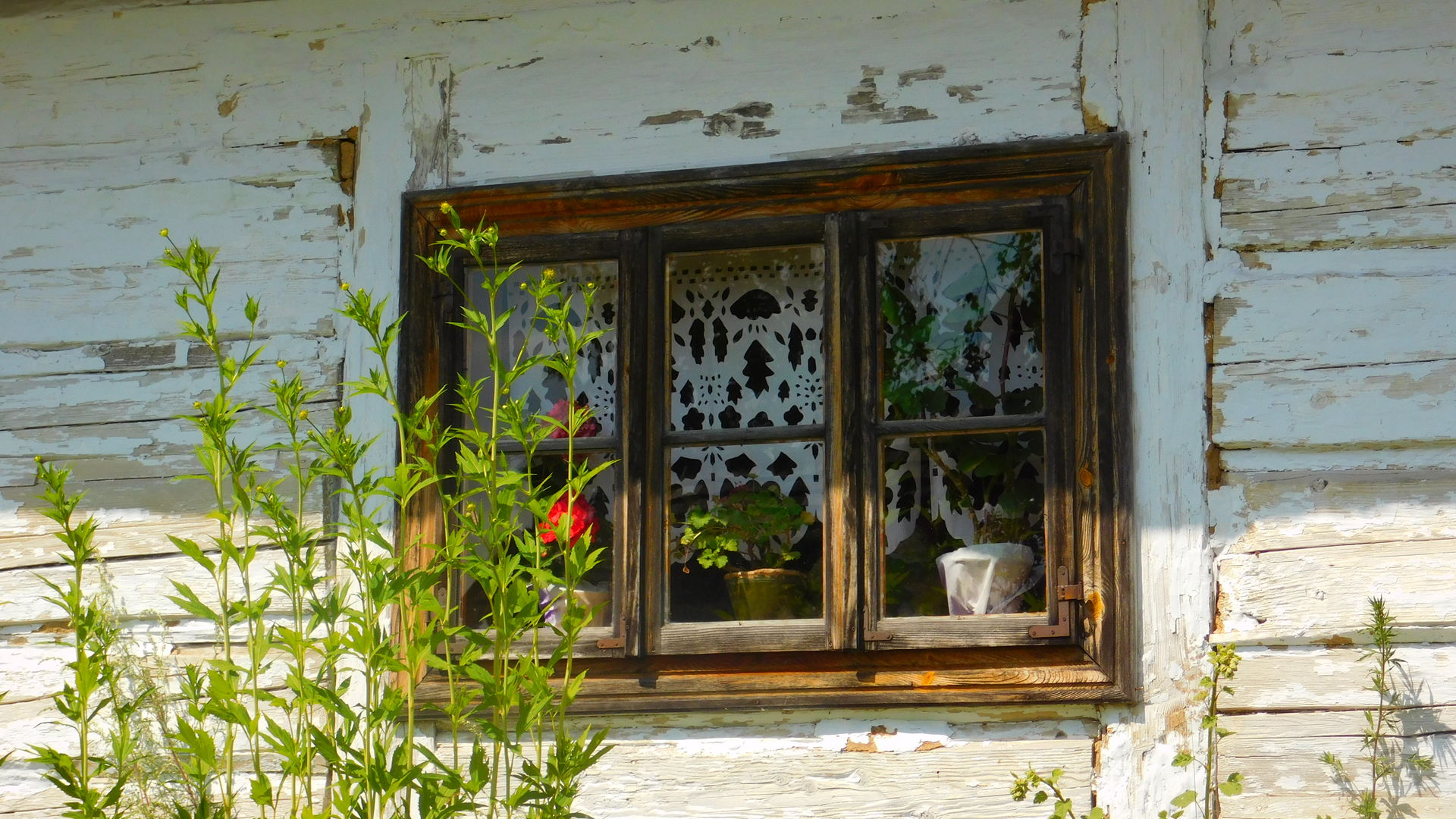

- Kapliczka św. Mikołaja znajdująca się w samym sercu Puszczy Jodłowej na przełęczy na wysokości 535 m n.p.m. została wzniesiona w 1876 roku. Usytuowana na dawnym szlaku łączącym wsie położone po południowej stronie Łysogór: Kakonin, Porąbki, Podlesie (Bieliny) z wsiami po stronie północnej: Wola Szczygiełkowa, Dębno. Droga ta, na całej swej długości wiodła przez puszczę, była niebezpieczna ze względu na dzikie zwierzęta zamieszkujące ostępy leśne. Święty Mikołaj uważany był za obrońcę przed dzikimi zwierzętami np. wilkami i sprawował opiekę nad podróżnymi wędrującymi niebezpiecznymi traktami. Stąd też w tym miejscu kapliczka oddająca wędrowców pod opiekę Świętego Mikołaja. Obecna kapliczka stoi w miejscu wcześniejszej spalonej. Odbudowana została w 1996 roku dzięki inicjatywie pracowników Parku i miejscowej ludności. W 2008 roku grupa przewodników świętokrzyskich ufundowała rzeźbę św. Mikołaja. Wykonał ją artysta ludowy Jarosław Winiarski z Bielin. 6 grudnia, czyli w dniu patrona kapliczki, figurkę poświęcono i umieszczono w budowli.[9]

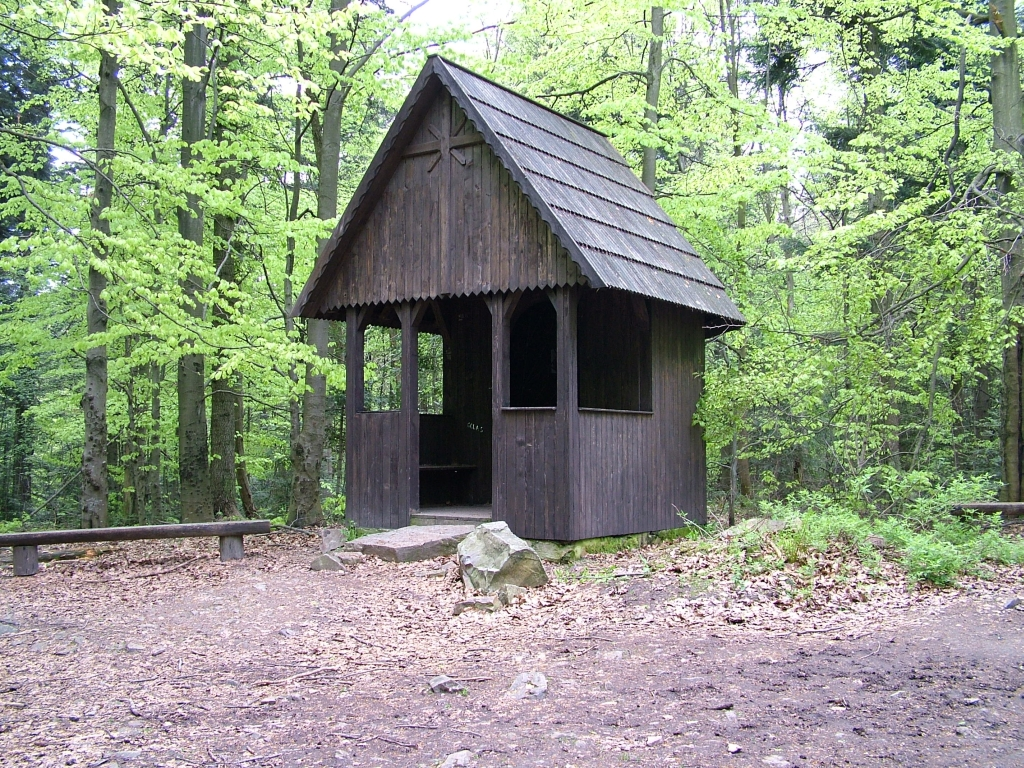